# ゴッド・ギャンブラー
『ゴッド・ギャンブラー』（原題：賭神、英題：God of Gamblers）は、1989年の香港映画。
天才的ギャンブラーを主人公としたアクション・ドラマで、香港で1989年の興収1位の大ヒットとなった。そして、原題に「賭」の字がついた番外編や、亜流作品のギャンブラー映画が、ウォン・ジン監督自身によるものも含めて大量に製作された。

## ストーリー
コウは、勝負の時にチョコレートを食べるのがトレードマークの天才ギャンブラーで、“賭神”と畏れられていた。しかし、ふとしたことで崖から転落し、頭を打ったショックで記憶を無くした上に、10歳児の知能となってしまう。彼を助けたチンピラカップルは、彼の賭博の才能を利用して荒稼ぎをはじめる。やがて記憶を取り戻したコウは、殺された恋人の復讐に燃え、大勝負に打って出る

## キャスト
| 役名                | 俳優             | 日本語吹替 | 日本語吹替 |
| 役名                | 俳優             | VHS版      | DVD版      |
| ------------------- | ---------------- | ---------- | ---------- |
| コウ・ジョン        | チョウ・ユンファ | 井上和彦   | 大川透     |
| ナイフ チャン・トウ | アンディ・ラウ   | 村山明     | 内田夕夜   |
| ジェイン サン       | ジョイ・ウォン   |            | 田村聖子   |
| ジャネット          | チョン・マン     | 土井美加   | よのひかり |
| ビッグ・マウス ガウ | シン・フイオン   |            | 廣田行生   |
| レイコ              | 西脇美智子       |            |            |
| イー                | ロン・フォン     | 小島敏彦   | 花田光     |

VHS版：エスピーオーより発売のVHSに収録
DVD版：クロックワークス、パラマウントより発売のDVDにそれぞれ収録

## スタッフ
- 監督・脚本：ウォン・ジン[注釈 1][注釈 2]
- 製作：ジミー・ヒョン、チャールズ・ヒョン
- 撮影：チュン・チーマン、ピーター・パウ
- 音楽：ローウェル・ロー

## 関連作品
日本において邦題に「ゴッド・ギャンブラー」とついている作品が数多くあるが、正統な続編は1994年製作の『ゴッド・ギャンブラー 完結編』（原題：賭神続集、英題：God of Gamblers 2）のみである。それ以外で邦題に「ゴッド・ギャンブラー」とつく作品を以下に記す。
- ゴッド・ギャンブラー 賭聖外伝（1990年、原題：賭聖）
- ゴッド・ギャンブラーII（1990年、原題：賭侠）…ウォン・ジン監督[注釈 1][注釈 2]。
- ゴッド・ギャンブラーIII（1991年、原題：賭侠II之上海灘賭聖）…ウォン・ジン監督[注釈 1][注釈 2]。
- ゴッド・ギャンブラー リターンズ（1991年、原題：賭聖廷続篇賭覇）
- ゴッド・ギャンブラー4 賭神烈伝（1993年、原題：賭尊）
- ゴッド・ギャンブラー 賭神伝説（1997年、原題：賭神3之少年賭神）…ウォン・ジン監督[注釈 1][注釈 2]。
- ゴッド・ギャンブラー 賭侠復活（1999年、原題：賭侠1999）…ウォン・ジン監督[注釈 1][注釈 2]。
- ゴッド・ギャンブラー ラスベガス大作戦（1999年、原題：賭侠大戦拉斯継加斯）…ウォン・ジン監督[注釈 1][注釈 2]。
- ゴッド・ギャンブラー 東京極道賭博（2000年、原題：中華賭侠）
- ゴッド・ギャンブラー 無名の物語（2000年、原題：賭聖3無名小子）
- ゴッド・ギャンブラー ツインズ大作戦（2002年、原題：賭侠2002）
- ゴッド・ギャンブラー ビギンズ（2003年、原題：賭侠之人定勝天）
- ゴッド・ギャンブラー レジェンド（2014年、原題：賭城風雲）…ウォン・ジン監督[注釈 1][注釈 2]、チョウ・ユンファ主演。